# Macromeracis erecta
Macromeracis erecta är en tvåvingeart som beskrevs av James 1975. Macromeracis erecta ingår i släktet Macromeracis och familjen vapenflugor. Inga underarter finns listade i Catalogue of Life.